# Silvio José Báez Ortega

Wappen von Silvio José Báez Ortega

Silvio José Báez Ortega OCD (* 28. April 1958 in Masaya) ist Weihbischof in Managua.

## Leben
Silvio José Báez Ortega trat 1979 der Ordensgemeinschaft der Unbeschuhten Karmeliten bei. Er studierte Philosophie und Theologie am Instituto Teológico de América Central in San José in Costa Rica. Am 15. Januar 1985 empfing er die Priesterweihe. Danach setzte seine Studien am Päpstlichen Bibelinstitut in Rom fort und erlangte dort 1988 das Lizenziat in Biblischer Exegese. Er folgten ein Studienjahr an der École biblique et archéologique in Jerusalem und weitere Studien in Rom, und zwar an der Päpstlichen Fakultät Teresianum und an der Gregoriana, von der er 1999 mit einer Dissertation über das Schweigen und das Sprechen in der hebräischen Bibel promoviert wurde. Anschließend war er Professor für Altes Testament und für die Theologie der Spiritualität. 2006 wurde er zum Vizepräsidenten des Teresianums, der Universität seiner Kongregation in Rom, berufen.
Papst Benedikt XVI. ernannte Silvio José Báez Ortega am 9. April 2009 zum Titularbischof von Zica und Weihbischof in Managua. Der Erzbischof von Managua, Leopoldo José Brenes Solórzano, spendete ihm am 30. Mai desselben Jahres die Bischofsweihe; Mitkonsekratoren waren César Bosco Vivas Robelo, Bischof von León de Nicaragua, und Henryk Józef Nowacki, Apostolischer Nuntius in Nicaragua.
Als Weihbischof in Managua scheute Báez Ortega sich nicht, die Menschenrechtsverletzungen durch das immer repressiver agierende Regime von Präsident Daniel Ortega und seiner Frau Rosario Murillo öffentlich anzusprechen. Er erklärte, dass er sich an den unfreien Präsidentschaftswahlen 2016 nicht beteiligen werde. Als er forderte, die „Sicherheitskräfte“ zur Rechenschaft zu ziehen, die im Mai und Juni 2018 Hunderte von Demonstranten gegen die Ortega-Murillo-Diktatur töteten oder „verschwinden ließen“, erhielt er Morddrohungen. Im April 2019 verließ er Nicaragua auf Bitten des Papstes und lebt seither im Exil in den USA. Im Februar 2023 wurde er – wie auch 93 weitere Kritiker des Ortega-Murillo-Regimes – zum „Vaterlandsverräter“ erklärt. Ihnen wurde die Staatsbürgerschaft entzogen.

## Schriften
- Tiempo de callar y tiempo de hablar. El silencio en la Biblia Hebrea. Edizioni del Teresianum, Rom 2000 (überarbeitete Buchausgabe der Dissertation an der Pontificia Universitas Gregoriana 1999).